# Thomas Thorninger
Thomas Thorninger (Aarhus, 20 ottobre 1972) è un ex calciatore danese, di ruolo attaccante.

## Carriera
Nel 1996 fu capocannoniere del campionato danese con 20 gol.

## Palmarès

### Club
- Supercoppa dei Paesi Bassi: 1

PSV Eindhoven: 1992
- Coppa di Danimarca: 1

Aarhus: 1995-1996
- Campionato danese: 1

Copenaghen: 2000-2001

### Individuale
- Capocannoniere del campionato danese: 1

1995-1996 (20 gol)